# 2 + 2 = 5 (canción)
«2 + 2 = 5 (The Lukewarm)» es una canción lanzada en 2003 por la banda inglesa de rock Radiohead, como el tercer y último sencillo de su sexto álbum de estudio, Hail to the Thief. La canción alcanzó el número 15 en la lista de singles del Reino Unido. La canción fue estrenada en San Sebastián el 31 de julio de 2002.
En 2008, la canción fue incluida en el álbum compilatorio Radiohead: The Best Of.

## Letra y antecedentes
El título de la canción se refiere al símbolo de la irrealidad de la novela de George Orwell, 1984. En el libro, Orwell usó esta expresión como un ejemplo claro de los dogmas falsos dictados por el Gran Hermano.
Hail to the Thief posee una lista de subtítulos, o títulos alternativos, para cada una de sus canciones. El título alternativo para "2 + 2 = 5" es "The Lukewarm". El cantante Thom Yorke ha mencionado que esta es una referencia a los trabajos de Dante.

## Estructura musical
Al principio de la canción, se puede escuchar al guitarrista Jonny Greenwood enchufar su guitarra y decir: "Estamos grabando...", seguido de Thom Yorke, que dice: "Esa es una buena manera de empezar, Jonny...". Este fue el primer momento que se registró durante el primer día de las sesiones de grabación, por lo que fue elegida para ser también la primera cosa que se escuchara en el álbum al ser reproducido.
La canción está compuesta de cuatro secciones (arpegios). La primera sección está escrita en 7/8 del tiempo y cuenta con la guitarra en afinación Drop D interpretado por Jonny Greenwood y handpops apagados hecho por Ed O'Brien, quien recogió las cuerdas cerca del puente de la guitarra. También cuenta con el uso de la caja de ritmos y es cantada por Thom Yorke, con voz de falsete de Ed O'Brien en armonía.

## Listas
| Listas de singles (2003) | Posición máxima |
| ------------------------ | --------------- |
| Canadá                   | 2               |
| Italia                   | 12              |
| UK                       | 15              |
| Irlanda                  | 36              |
| Francia                  | 64              |
| Países Bajos             | 99              |

## Lista de canciones

### Disco promocional
CD
1. "2 + 2 = 5" - 3:21

12"
1. "Sktterbrain" (Four Tet remix)
2. "Remyxomatosis" (Cristian Vogel RMX)

### Disco doble
Disco uno
1. "2 + 2 = 5" - 3:21
2. "Remyxomatosis" (Cristian Vogel RMX) - 5:07
3. "There There" (primer demo) - 7:43

Disco dos
1. "2 + 2 = 5" - 3:21
2. "Skttrbrain" (Four Tet remix) - 4:26
3. "I Will" (versión Los Ángeles) - 2:14

### DVD
1. "2 + 2 = 5" - 3:21
2. "Sit Down Stand Up" (video de Ed Holdsworth)
3. "The Most Gigantic Lying Mouth of All Time" (extracto)